# Nebelschnitt

Nebelschnitt als Schildhauptabgrenzg.

Mit Nebelschnitt wird in der Heraldik ein Wappenschnitt bezeichnet.
Dargestellt wird als Schnittlinie das Heroldsbild „Doppelte Wolke“. Die Linie des Schnittes reicht immer bis zum Schildrand oder einer Teilungslinie. 
Die Bezeichnung Nebelschnitt ist ein heraldisches Fachwort. Der Schnittverlauf kann senkrecht als Spaltung, waagerecht als Teilung oder links- bzw. rechtsschräg sein.
In der neueren Heraldik wird dieser Schnitt als Doppelwolkenschnitt blasoniert.